# 死と生
『死と生』（しとせい、独: Tod und Leben, 伊: Morte e Vita, 英: Death and Life）は、オーストリアの画家グスタフ・クリムトが1910年から1915年にかけて制作した絵画である。現在、ウィーンのレオポルド美術館に所蔵されている。

## 概要

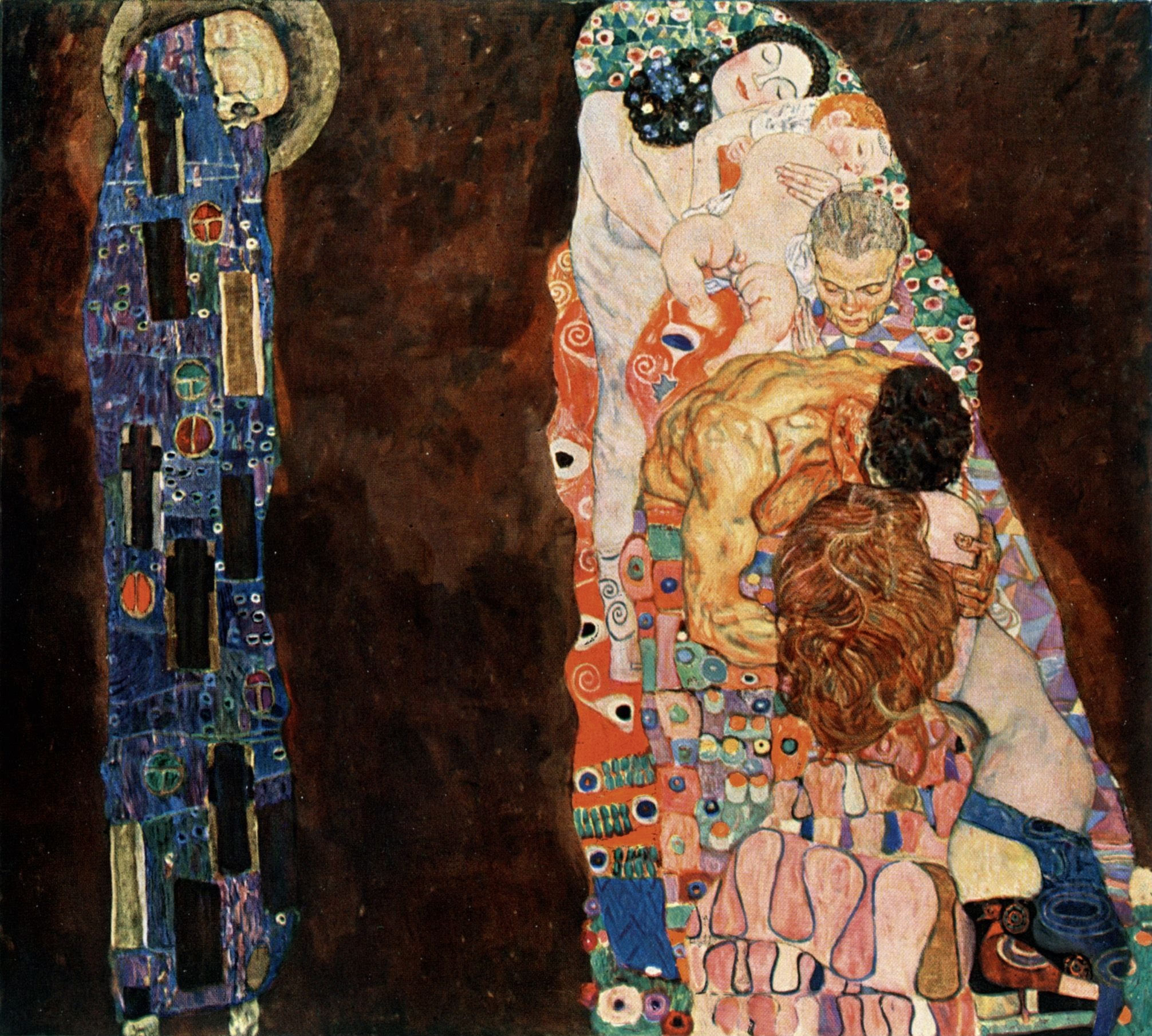
1910年のオリジナル・バージョン

1911年に『死と生』はローマで開催された国際美術展で一等を受賞し、1912年にはドレスデンの美術展に出品された。
1913年にブダペストとマンハイム、1914年にプラハ、1916年にベルリン、1917年にストックホルム、1917から1918年にコペンハーゲン、1918年にチューリッヒの展覧会に出品された。
1915年にクリムトは背景を金色から灰色に変え、死神の姿勢や衣の模様を変更した。

## テーマ
寓意が含まれたシーンをアール・ヌーヴォー様式で描いている。死は、クリムトの主要なテーマの一つであり、同時代のエドヴァルド・ムンクやエゴン・シーレにとっても主要なテーマである。しかし、本作は希望と和解のニュアンスが含まれ、棍棒を持って威嚇する死神とは対照的に、老若男女は穏やかに眠っているように描かれている。クリムトの研究者スティーヴン・ザッカーは「クリムトの想像力は、これまで描いてきた肉体的な結合や強烈な喜び、奇跡的な美と若さの瞬間ではなく、それに先立つ期待に焦点を合わせている。この新たな平穏は、クリムト自身が老いと死への接近を意識したことに根ざしたものかもしれない」と語っている。

## 毀損

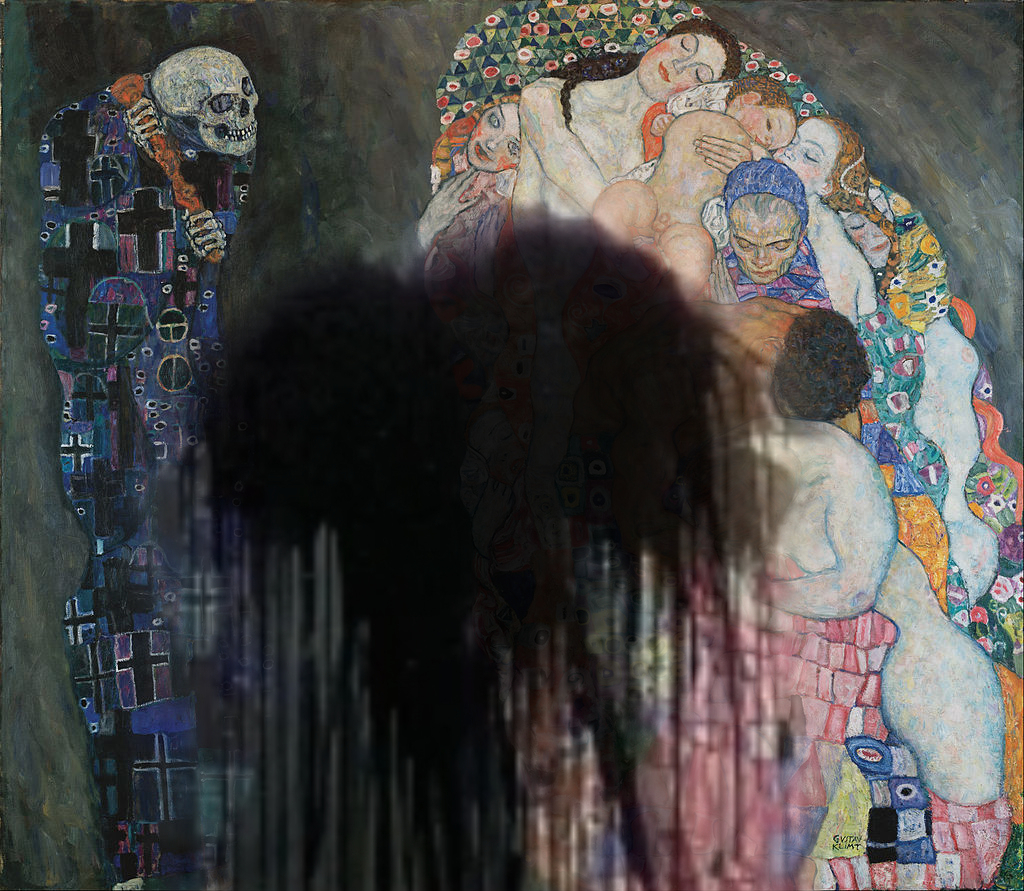
環境活動家によって毀損された『死と生』

2022年11月15日、気候変動問題に抗議する環境保護団体ラスト・ジェネレーションの活動家に、黒い油性の液体をかけられた。絵画には保護ガラスが取り付けられているため、作品自体に損傷はなかった。